# Gołąb, który ocalił Rzym
Gołąb, który ocalił Rzym (ang. The Pigeon That Took Rome) – amerykańska komedia wojenna z 1962 roku w reżyserii  Melville’a Shavelsona. Zdjęcia kręcono w Rzymie.

## Obsada
- Charlton Heston jako kapitan Paul MacDougall/Benny the Snatch/Narrator
- Elsa Martinelli jako Antonella Massimo
- Harry Guardino jako sierżant Contini
- Gabriella Pallotta jako Rosalba Massimo
- Fred Zendar jako marynarz (niewymieniony w czołówce)
- Salvatore Baccaloni jako Ciccio Massimo
- Marietto jako Livio Massimo
- Brian Donlevy jako pułkownik Sherman Harrington
- Arthur Shields jako monsignor O’Toole

## Nagrody i nominacje
| Nazwa nagrody | Wygrane            | Nominacje |
| Oscar         | 1963 bez rezultatu | 1963 Najlepsza scenografia - filmy czarno-białe Frank R. McKelvy, Hal Pereira, Roland Anderson, Sam Comer                                                 |
| Złoty Glob    | 1963 bez rezultatu | 1963 Najlepszy aktor w komedii lub musicalu Charlton Heston Najlepszy aktor drugoplanowy Harry Guardino Najlepsza aktorka drugoplanowa Gabriella Pallotta |
| WGA           | 1963 bez rezultatu | 1963 Najlepszy scenariusz komedii Melville Shavelson |